# Michel Naudy
Pour les articles homonymes, voir Naudy.
Michel Naudy, né le 2 juillet 1952 à Oloron-Sainte-Marie et mort suicidé le 2 décembre 2012 à Ascou dans l'Ariège, est un journaliste et homme politique français.

## Biographie
En 1986, Michel Naudy anime l'émission Taxi, un magazine d'information sur FR3, supprimé après la répression des manifestations étudiantes contre le projet Devaquet de Charles Pasqua, au cours desquelles Malik Oussekine fut tué par des « voltigeurs motocyclistes » (unités de deux policiers sur une moto, un qui conduit, un qui matraque).
Michel Naudy a diffusé au cours de la dernière émission de Taxi les images montrant une complicité entre la police et des casseurs, ainsi qu'une troupe de pseudo-civils tous habillés avec blouson et casque de moto, sortant en rang et au pas de la mairie de Paris.
Ancien chef du service politique de l'organe central du Parti communiste français, L'Humanité, il figure en 1988 parmi les fondateurs de la revue Politis, dont il est un temps rédacteur en chef.
En mai 1995, Michel Naudy démissionne de ses fonctions de rédacteur en chef du magazine sur les médias de France 3 Paris Île-de-France Centre « Droit de regard », avant d'obtenir gain de cause auprès de sa direction et d'être réintégré quelques jours plus tard. Salarié par la chaîne, il restera placardisé pendant dix-sept ans.
Michel Naudy est candidat investi par le Parti communiste français pour les législatives de 2007 dans la deuxième circonscription de l'Ariège. Il arrive en troisième position au premier tour avec 5,44 % derrière les candidats du Parti socialiste et de l'Union pour un mouvement populaire.
Il est un temps membre du secrétariat national du Mouvement républicain et citoyen (le parti de Jean-Pierre Chevènement), puis responsable du parti MARS - Gauche républicaine, qui fusionne par la suite avec le Parti de gauche.
Il fonde en Ariège, en septembre 2009, un groupe politique, le cercle Lakanal, qui dénonce les conditions d'attribution de marchés publics de la communauté de communes des Vallées d'Ax et le SMDEA avec le cabinet CRP Consulting. Témoins assistés dans un premier temps, les élus Augustin Bonrepaux, Loubet et Peyronne sont ensuite mis en examen. Naudy est dans une autre affaire attaqué en diffamation par le directeur général des services du conseil général, Francis Dejean. 
En 2011, il participe au film documentaire Les Nouveaux Chiens de garde, réalisé par Gilles Balbastre et Yannick Kergoat.
Michel Naudy est retrouvé à son domicile avec une balle dans la tête le 2 décembre 2012. La piste du suicide est privilégiée, puis confirmée.